# Kamarán
Kamarán (arabsky كمران‎) je největší jemenský ostrov v Rudém moři. Má protáhlý tvar zhruba od severu k jihu se šířkou až 8 kilometrů a délkou 22,4 kilometru, přičemž pevnině Arabského poloostrova, jehož šelfu je částí, se nejvíce přibližuje na svém jižním konci. Celková plocha ostrova je 108 čtverečních kilometrů a k roku 2004 měl přibližně 2,5 tisíce stálých obyvatel.
Stálé osídlení zde založili v 16. století Portugalci. V 19. století patřil ostrov Osmanské říši, která zde vybudovala karanténní stanici pro poutníky z východní Afriky, jižní Asie a jihovýchodní Asie, kteří vykonávali pouť do Mekky po moři.
V červnu 1915 byl ostrov obsazen britskými vojáky z Adenu a Británie jej pak neformálně spravovala až do roku 1967, kdy Aden získal nezávislost. Jeho formální status byl nejistý od Lausannské smlouvy z roku 1923, která jasně nespecifikovala jeho budoucnost. Po získání samostatnosti byl Kamarán součástí Jihojemenské lidové republiky, než jej v roce 1972 zabrala Jemenská arabská republika. Od roku 1990 je součástí spojeného Jemenu.